# Meall a' Bhùiridh
Meall a' Bhùiridh (AFI: [ˈmauɫ̪ˈaˈvuːɾʲɪʝ]) es una montaña de 1108 metros y prominencia geográfica de 795 metros situada en el borde del Rannoch Moor, en las Tierras Altas de Escocia. Se encuentra cerca del extremo superior de los valles de Glen Coe y Glen Etive, con vistas al hostal Kings House Hotel y a la carretera A82. En las laderas septentrionales del pico se encuentra la estación de esquí de Glencoe, la más antigua de Escocia y una de las más visitadas durante la temporada invernal.
La ruta más frecuente para ascender a Meall a' Bhùiridh comienza en el aparcamiento del centro de esquí y asciende por pistas de mantenimiento hasta alcanzar la cresta que lo conecta con Creise.
Meall a' Bhùiridh está conectado mediante un alto collado con el pico vecino Creise, y ambas cimas suelen ascenderse en conjunto, comenzando y terminando en el aparcamiento de la estación de esquí.

## Etimología
El nombre Meall a' Bhùiridh proviene del gaélico escocés y significa «colina del bramido», probablemente en referencia al eco del viento en el valle o al sonido del ciervo rojo durante la berrea.

## Travesía de Clachet
Meall a' Bhùiridh constituye el cuarto y último Munro de la llamada Travesía de Clachlet, una exigente ruta de 25 km que atraviesa varias cimas desde Inveroran hasta Kingshouse. Los otros Munros de la travesía son (de sur a norte): Stob a' Choire Odhair, Stob Ghabhar y Creise.